# Sternostylus
Sternostylus is een geslacht van kreeftachtigen uit de klasse van de Malacostraca (hogere kreeftachtigen).

## Soorten
- Sternostylus cavimurus (Baba, 1977)
  - = Gastroptychus cavimurus Baba, 1977
- Sternostylus defensus (Benedict, 1902)
  - = Chirostylus defensus (Benedict, 1902)
  - = Gastroptychus defensa (Benedict, 1902)
  - = Gastroptychus defensus (Benedict, 1902)
  - = Ptychogaster defensa Benedict, 1902
- Sternostylus formosus (Filhol, 1884)
  - = Chirostylus formosus (Filhol, 1884)
  - = Gastroptychus formosus (Filhol, 1884)
  - = Ptychogaster formosus Filhol, 1884
- Sternostylus hawaiiensis (Baba, 1977)
  - = Gastroptychus hawaiiensis Baba, 1977
- Sternostylus hendersoni (Alcock & Anderson, 1899)
  - = Chirostylus hendersoni (Alcock & Anderson, 1899)
  - = Gastroptychus hendersoni (Alcock & Anderson, 1899)
  - = Ptychogaster hendersoni Alcock & Anderson, 1899
- Sternostylus iaspis (Baba & Haig, 1990)
  - = Gastroptychus iaspis Baba & Haig, 1990
- Sternostylus investigatoris (Alcock & Anderson, 1899)
  - = Chirostylus investigatoris (Alcock & Anderson, 1899)
  - = Gastroptychus investigatoris (Alcock & Anderson, 1899)
  - = Ptychogaster investigatoris Alcock & Anderson, 1899
- Sternostylus meridionalis (de Melo-Filho & de Melo, 2004)
  - = Gastroptychus meridionalis de Melo-Filho & de Melo, 2004
- Sternostylus milneedwardsi (Henderson, 1885)
  - = Chirostylus milneedwardsi (Henderson, 1885)
  - = Gastroptychus milneedwardsi (Henderson, 1885)
  - = Ptychogaster milne-edwardsi Henderson, 1885
- Sternostylus perarmatus (Haig, 1968)
  - = Chirostylus perarmatus Haig, 1968
  - = Gastroptychus perarmatus (Haig, 1968)
- Sternostylus rogeri (Baba, 2000)
  - = Gastroptychus rogeri Baba, 2000
- Sternostylus salvadori (Rice & Miller, 1991)
  - = Gastroptychus salvadori Rice & Miller, 1991